# Skejby Kirke
Skejby Kirke er en middelalderlig kirke i bydelen Skejby i det nordlige Aarhus.
Kirkens Kor og skib er romanske, og tårnet er sengotisk.

## Eksterne kilder og henvisninger
- Skejby Kirke hos KortTilKirken.dk
- Skejby Kirke  hos danmarkskirker.natmus.dk (Danmarks Kirker, Nationalmuseet)

- Wikimedia Commons har flere filer relateret til Skejby Kirke